# Trzebiele (powiat białogardzki)
Trzebiele (niem. Komet) – osada w Polsce położona w województwie zachodniopomorskim, w powiecie białogardzkim, w gminie Białogard. W latach 1975–1998 osada należała do województwa koszalińskiego. W roku 2006 osada liczyła 50 mieszkańców. Osada wchodzi w skład sołectwa Redlino.

## Geografia
Osada leży ok. 1 km na północny zachód od Białogardu, przy drodze wojewódzkiej nr 163.

## Zabytki i ciekawe miejsca
Przy drodze stoi kapliczka wykonana przez byłego mieszkańca miejscowości jak wotum wdzięczności.

## Komunikacja
W osadzie znajduje się przystanek komunikacji autobusowej.